# Liberal Party (Ruanda)
Die Liberal Party (PL, französisch Parti Libéral, Kinyarwanda Ishyaka Riharanira Ukwishyira Ukizana kwa buri Muntu, deutsch „Liberale Partei“) ist eine politische Partei in Ruanda. Sie war nach Beendigung des Völkermords an den Tutsi im Juli 1994 durch die von Paul Kagame angeführte Ruandische Patriotische Front (RPF) Teil der von dieser geleiteten Übergangsregierung. Nach den ersten Parlamentswahlen nach dem Genozid blieb die Partei in  jeder Legislaturperiode in der Abgeordnetenkammer mit vier bis sechs Sitzen vertreten. Amtierende Parteivorsitzende ist Donatille Mukabalisa (Stand Juni 2024).

## Parteigeschichte
Die Liberal Party wurde im Juli 1991 gegründet. Ihr erster Präsident war Justin Mugenzi, ein Hutu aus Kibungo, und ihr erster Vizepräsident Landoald Ndasingwa, ein Tutsi aus Kigali. Zwischen beiden spaltete sich die Partei später entlang ethnischer Linien. Nach der Beendigung des Völkermords an den Tutsi durch die von Paul Kagame geführte Ruandische Patriotische Front (RPF) im Juli 1994 wurden insgesamt 18 Parteien offiziell anerkannt. Die PL wurde Teil einer Übergangsregierung unter Führung der RPF, zusammen mit der Mouvement Démocratique Républicain (MDR), Parti démocratique islamique (PDI), Social Democratic Party (PSD), Christian Democratic Party (PDC), Rwandan Socialist Party (PSR) und Democratic Union of the Rwandan People (UDPR).
Bei der Parlamentswahl in Ruanda 2003 erreichte die Partei 10,56 Prozent der Stimmen und sechs Sitze in der Abgeordnetenkammer. Bei den Parlamentswahlen 2008 waren es nur noch vier Sitze. Für die Präsidentschaftswahl 2010 schickte die Partei Prosper Higiro ins Rennen, der mit 1,37 Prozent der Stimmen Dritter hinter Amtsinhaber Paul Kagame und Jean Damascène Ntawukuriryayo von der PSD wurde. Bei den Parlamentswahlen 2013 erhielt die Partei unter der Parteiführung von Protais Mitali fünf Sitze. Nachdem Mitali wegen Veruntreuung von Geldern am 29. April 2015 aus der Partei ausgeschlossen wurde, übernahm Donatille Mukabalisa kommissarisch das Amt des Parteivorsitzenden. Am 31. Juli 2016 wurde sie auf einem Parteikongress in Kacyiru ohne Gegenkandidaten mit 569 von 577 Stimmen offiziell zur neuen Parteivorsitzenden gewählt. Unter ihrer Parteiführung erreichte die Partei bei der Parlamentswahl 2018 vier Sitze. Für die Präsidentschaftswahl 2024 sprach die Partei Amtsinhaber Paul Kagame ihre Unterstützung aus. Für die am selben Tag stattfindende Parlamentswahl reichte die Partei eine Liste von 54 Kandidaten ein, die von der Wahlkommission akzeptiert wurde. Die Partei erreichte 8,66 Prozent der Stimmen und damit fünf Sitze.
Die PL ist Mitglied des National Consultative Forum of Political Organizations (NFPO).

## Wahlergebnisse
| Jahr | Stimmen   | %     | Sitze  | Position | Belege              |
| ---- | --------- | ----- | ------ | -------- | ------------------- |
| 2003 | 396.978   | 10,56 | 6 / 80 | 3        | [ 13 ] [ 4 ] [ 5 ]  |
| 2008 | 348.186   | 7,50  | 4 / 80 | 3        | [ 6 ] [ 14 ] [ 5 ]  |
| 2013 | unbekannt | 9,30  | 5 / 80 | 3        | [ 7 ]               |
| 2018 | 479.631   | 7     | 4 / 80 | 3        | [ 9 ] [ 15 ] [ 16 ] |
| 2024 | 770.896   | 8,66  | 5 / 80 | 2        | [ 1 ]               |

| Jahr | Kandidat                            | Stimmen   | %     | Position | Belege       |
| ---- | ----------------------------------- | --------- | ----- | -------- | ------------ |
| 2010 | Prosper Higiro                      | 68.235    | 1,37  | 3        | [ 3 ] [ 5 ]  |
| 2024 | Unterstützung von Paul Kagame (RPF) | 8.071.157 | 99,18 | 1        | [ 10 ] [ 1 ] |

## Parteimitglieder

### Parteivorstand
Parteivorsitzende ist Stand Juni 2024 Donatille Mukabalisa und ihr erster und zweiter Stellvertreter Théogène Munyangeyo bzw. Epimaque Twagirimana. Generalsekretärin auf nationaler Ebene ist Adrie Umuhire und Schatzmeister Phanuel Murenzi.

### Parlamentsabgeordnete
Folgende Kandidaten der Liberal Party sind bei den Parlamentswahlen erfolgreich über die Listenwahl in die Abgeordnetenkammer eingezogen:
- Parlamentswahl 2018[15]
  - Donatilla Mukabalisa
  - Théogène Munyangeyo
  - Gamariel Mbonimana
  - Suzanne Mukayijore
- Parlamentswahl 2024[1]
  - Théogène Munyangeyo
  - Balinda Rutebuka
  - Gloriose Mukamwiza
  - Erneste Nsangabandi
  - Aimee Marie Ange Tumukunde
  - Gertrude Kazarwa (Frauenrepräsentantin und Parlamentspräsidentin, Senatorin von 2014 bis 2019)